# خوسيه لويس بلانكو
خوسيه لويس بلانكو (بالإسبانية: José Luis Blanco Quevedo)‏ هو منافس ألعاب قوى إسباني، ولد في 3 يونيو 1975 في يوريت دي مار في إسبانيا.

## وصلات خارجية
- خوسيه لويس بلانكو على موقع الاتحاد الدولي لألعاب القوى (الإنجليزية)
- خوسيه لويس بلانكو على موقع أوليمبيديا (الإنجليزية)